# John S. Thompson

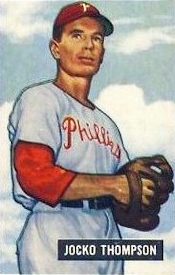
Jocko Thompson

John Samuel (Jocko) Thompson (Beverly, 17 januari 1917 – Olney, 3 februari 1988) was een Amerikaans honkballer en oorlogsveteraan.

## Levensloop
Thompson studeerde aan de Northeastern University in Boston (Massachusetts). Hij was een linkshandige werper en speelde drie seizoenen voor het team van Northeastern University. In 1940 speelde hij voor de Centreville Red Sox en de Canton Terriers en had een contract met de Boston Red Sox als een "amateur free agent". In 1941 speelde hij bij de Greensboro Red Sox.

### Tweede Wereldoorlog
In 1942 diende Thompson in het Amerikaanse leger bij het 504th Parachute Infantry Regiment, als deel van de 82e Luchtlandingsdivisie. Hij vocht in de Landing bij Anzio, Operatie Market Garden en het Ardennenoffensief. Op het einde van de oorlog was hij adjudant van generaal James Gavin. Hij raakte tweemaal gewond en ontving daarvoor tweemaal de onderscheiding Purple Heart. Hij werd verder onderscheiden met een Bronze Star, een Silver Star en hij ontving Nederlandse, Belgische en Franse onderscheidingen.

#### Actie op de Maasbrug in Grave in 1944
Als deel van Operatie Market Garden werden tweede luitenant Thompson en zijn peloton op 17 september geparachuteerd boven Grave. Omdat het sein om te springen aanging terwijl het vliegtuig boven Grave was, besloot Thompson te wachten tot ze de stad voorbij waren. Hij kwam met zijn peloton neer in de Mars en Wijthpolder, minder dan 700 meter van de Maasbrug, niet ver van de twee kazematten die de zuidelijk oprit verdedigden. De rest van zijn bataljon was ongeveer anderhalve kilometer verderop geland in de buurt van Velp (Noord-Brabant). In plaats van te wachten besloot hij om van de verrassing gebruik te maken en de brug met zestien mannen aan te vallen. Hij nam eerst het gemaal Van Sasse onder vuur en ging daarna in de richting van de afweergeschuttoren die op de zuidelijke oprit naar de brug stond. Vanaf de toren vuurde Duits geschut, dat door een bazookaschot werd uitgeschakeld. Zeven man van Thompsons peloton schakelden ook een tweede afweergeschuttoren op de zuidelijke oprit uit en gebruikten daarna het geschut om de Duitse posities aan de andere kant van de brug onder vuur nemen. Zo konden ze de zuidelijke oprit innemen en die houden tot de rest van de 82e Luchtlandingsdivisie arriveerde.  
Thompsons huzarenstukje bij de Maasbrug in Grave zorgde enige dagen later voor de doorgang voor het 30e Britse Legerkorps in de richting van Nijmegen. De actie is beschreven in het boek Een Brug te Ver van Cornelius Ryan. Ook komt deze terug in de verfilming van het boek. In september 2004 werd de Maasbrug in Grave hernoemd als de John S. Thompsonbrug, ter ere van luitenant John S. Thompson en zijn peloton.

### Na de oorlog
Na de oorlog hervatte Thompson zijn honkbalcarrière en speelde voor diverse Minor League honkbalteams. In de seizoenen 1948-1951 kwam hij uit voor de Philadelphia Phillies, een Major Leagueteam. Hij stopte in 1955 met professioneel honkbal.